# Valsjön (Mattmars socken, Jämtland)
Valsjön är en sjö i Åre kommun i Jämtland och ingår i Indalsälvens huvudavrinningsområde. Sjön har en area på 0,381 kvadratkilometer och ligger 316,9 meter över havet.

## Delavrinningsområde
Valsjön ingår i det delavrinningsområde (702557-140278) som SMHI kallar för Utloppet av Valsjön. Medelhöjden är 357 meter över havet och ytan är 8,43 kvadratkilometer. Det finns ett avrinningsområde uppströms, och räknas det in blir den ackumulerade arean 16,96 kvadratkilometer. Vattendraget som avvattnar avrinningsområdet har biflödesordning 3, vilket innebär att vattnet flödar genom totalt 3 vattendrag innan det når havet efter 271 kilometer. Avrinningsområdet består mestadels av skog (84 procent). Avrinningsområdet har 0,38 kvadratkilometer vattenytor vilket ger det en sjöprocent på 4,5 procent.